# Helvedes Datter
Helvedes Datter er en dansk stumfilm fra 1909 produceret af Nordisk Films Kompagni og instrueret af Viggo Larsen.
Filmen havde dansk premiere den 26. februar 1909 i Biograf-Theatret i København. Filmen blev i tysktalende lande distribueret under titlen Das Höllenkind. 

## Handling
En maler og en digter deler lejlighed. Maleren har netop solgt et maleri til en rig kvinde for en god sum penge, og maleren styrter ud for at købe ind til gilde for at fejre den gode handel. Digteren bliver tilbage i lejligheden, hvor han bedrøvet spekulerer på sig egen manglende evne ti lat tjene penge. Han falder i søvn mens han betragter det solgte billede. En kvinde træder nu ud af billedet, og går hen til digteren og giver ham penge. Da han vil takke hende er hun gået ind i maleriet igen. Men pludselig er digteren at finde i et fint kasino, og idet han skal gøre sin indsats ved spillebordet, dukker damen op igen og giver digteren gode råd om spillet. Digteren vinder store gevinster, og han frier til kvinden. Hun vil blot have ham til at skrive under på en ægteskabskontrakt, men så snart han har sat sin underskrift, forvandles kasinoets søjler sig til djævelske skikkelser, og selve helvedes datter træder frem og glæder sig over sit nyeste offer. Djævlene danser og prikker til den stakkels digter med deres treforke. 
Digteren vågner op, da maleren kommer hjem, og der holdes fest. Digteren forlanger dog maleriet fjernet først, men derefter deltager han også glad i festen.

## Medvirkende
- Carl Alstrup
- Lauritz Olsen
- Gustav Lund